# みみずしき
みみずしきは、日本の漫画家。成人向け漫画を中心に執筆していた。
2005年11月に出した単行本「プチへん」以降の活動は不明。

## 作風
主にロリ系作品が多く、熟女系の作品も輩出した。これは、掲載雑誌の編集方針が、掲載作家の作風を無視して作家陣を入れ換えず「ロリータ」⇒「兄妹近親相姦」⇒「母子近親相姦」⇒「ロリータレズビアン」と雑誌テーマを変えたことが原因である。

## エピソード
単行本『淼色絵本』（みずいろえほん）は「水」の字を3つ「森」の様に重ねた淼という漢字を使っていたため、「森色絵本」と間違って表記されることが多い。

## 単行本の一覧
- ボクたちの純愛物語（1998年5月）※挿絵、著：氷室大介
- Like an Angel （1998年12月）
- 二人の関係 （2000年1月）
- むねセンチ （2000年11月）
- ちちくびわ （2001年8月）
- 淼色絵本 （2003年12月）「さかきひとみ」名義
- 楽園 （2005年4月）「ニライカナイ」名義
- プチへん （2005年11月）「まほろば」名義